# Umirzak Sultangazin
Umirzak Mahmutovich Sultangazin (en kazajo: Өмірзақ Махмұтұлы Сұлтанғазин; Karaoba, Unión Soviética, 4 de octubre de 1936 — Berlín, Alemania, 23 de mayo de 2005) fue un científico, matemático, doctor en Ciencias Físicas y Matemáticas (1972), profesor universitario (1974), miembro de la Academia de Ciencias de la RSS de Kazajistán (1983) y miembro honorario de la Academia Rusa de Cosmonáutica.

## Biografía
Umirzak Sultangazin nació el 4 de octubre de 1936 en la pequeña localidad rural de Karaoba en la provincia de Kostanay, RSS de Kazajistán (Unión Soviética). En 1958, después de graduarse en la Universidad Estatal de Kazajistán (actual Universidad Nacional de Kazajistán Al-Farabi) con una licenciatura en Matemáticas, Sultangazin impartió exitosamente conferencias hasta 1978 (como asistente, profesor titular, profesor asociado y catedrático de matemática computacional).
En 1964 se trasladó a Novosibirsk para trabajar en la Sección Siberiana de la Academia de Ciencias de la Unión Soviética, donde defendió su tesis de doctorado en el Instituto de Matemáticas, la tesis versaba sobre «El método de división de la ecuación cinética de transferencia». Junto con Gury Marchuk, demostró la viabilidad de utilizar el método de división para las ecuaciones de transferencia radiativa y demostró su convergencia en este caso. En 1968 fue contratado como investigador principal en el Centro de Computación de la Rama Siberiana de la Academia de Ciencias de la URSS en Novosibirsk, donde defendió su tesis doctoral sobre «El método de los armónicos esféricos para la ecuación cinética no estacionaria de transferencia de radiación». (en el campo de las Ecuaciones Diferenciales) con base en los resultados de su investigación. Se doctoró en Ciencias a los 36 años.
En 1978, fue invitado a dirigir el Instituto de Matemáticas y Mecánica de la Academia de Ciencias de la RSS de Kazajistán, donde formó a numerosos jóvenes matemáticos. Se convirtió en Presidente de la Academia en 1988 y ocupó este cargo hasta febrero de 1994. Bajo su liderazgo se establecieron tres sucursales regionales de la Academia en las ciudades de Shymkent, Öskemen y Atirau.
El 26 de marzo de 1989 fue elegido diputado popular de la URSS por los científicos de la Academia de Ciencias de la RSS de Kazajistán en representación del distrito electoral nacional-territorial  de Karaganda-Oktyabrsk n.º 142 de Kazajistán.
Sultangazin dirigió el Instituto de Investigación Espacial de la Academia de Ciencias de Kazajistán desde su creación en 1991 (según la propuesta del propio Umirzak) hasta su muerte en 2005, estimulando el crecimiento de la industria espacial de Kazajistán.
En 2004, dirigió la implementación del programa científico y técnico conocido como «Sistema Nacional de Vigilancia Espacial de la República de Kazajistán». Después de sus reuniones personales con el presidente Nursultán Nazarbáyev, se lanzó el programa estatal para el desarrollo de la industria espacial en Kazajistán.
Falleció el 23 de mayo de 2005 a los 68 años de edad, en una clínica de Berlín tras una grave enfermedad.

## Familia
Su esposa fue Raijan Meirmanova, con quien tuvo dos hijos: Janat y Almas.

## Legado científico
- Conferencias sobre el método de armónicos esféricos. Alma Ata, 1975;[22]
- Métodos de armónicos esféricos y ordenadas discretas en la teoría de la transferencia cinética. Alma Ata, 1979;[23]
- Modelos discretos de ecuaciones de Boltzmann no lineales. Alma Ata, 1985.[24]

## Condecoraciones y reconocimientos

### Condecoraciones
- Premio Estatal de Matemáticas de la URSS (1987)[25]
- Premio de Ciencias Naturales de la Academia de Ciencias de la URSS y de la Academia de Ciencias de Checoslovaquia (1989);[26]
- Orden de la Bandera Roja del Trabajo (1987);[27]
- Orden de Lenin por su gran contribución a la aplicación de la ciencia espacial en la economía nacional y su papel activo en la preparación e implementación de la misión Soyuz TMA-13 (1991)[28]
- Orden de Parasat (2004)[29]

### Reconocimientos
- Varias calles de las ciudades kazajas de Almatý y Kostanái llevan su nombre[30]
- Una escuela secundaria en su distrito natal de Sarikol (antiguo Uritsky) lleva el nombre de Umirzak Sultangazin[31]
- El Instituto de Investigación Espacial de la Academia de Ciencias de Kazajistán (ahora JSC NTsKIT), que dirigió anteriormente, recibió su nombre en enero de 2011[27]
- En octubre de 2011 se publicó un sello conmemorativo en honor del aniversario de su nacimiento[32]
- La Universidad Pedagógica Estatal de Kostanái (instituto desde 2020) pasó a llamarse Sultangazin en 2018[33][34]
- En mayo de 2019 se erigió un busto en su memoria frente a la Universidad Pedagógica Estatal de Kostanái.[35]